# Пролапс митрального клапана
Прола́пс ле́вого кла́пана, или пролапс митра́льного клапана, или пролапс двуство́рчатого клапана  (ПМК), — заболевание или состояние, для которого характерно прогибание створок митрального клапана (сердечного клапана, расположенного между левым предсердием и левым желудочком), в ряде случаев — его дегенеративные изменения и нарушение его функции.
Во многих случаях ПМК у человека представляет собой вариант нормы или состояние между нормой и патологией — это касается случаев, когда явные морфологические изменения клапана отсутствуют и отсутствует (или лишь в малой степени присутствует) регургитация, то есть возврат крови из желудочка в предсердие, а присутствует только небольшое прогибание створок митрального клапана. 
В ряде случаев ПМК обусловлено наследственным заболеванием, так называемым "гибким митральным клапаном".
Но в тяжёлых случаях, при наличии дегенеративных изменений клапана и серьёзной регургитации, существует риск прогрессирования заболевания, развития тяжёлых сердечно-сосудистых осложнений и неврологической симптоматики, иногда внезапной смерти.
В норме, когда сокращается предсердие, клапан открыт и кровь поступает из предсердия в желудочек. Затем клапан закрывается и происходит сокращение желудочка, кровь выбрасывается в аорту. При некоторой патологии соединительной ткани или изменениях сердечной мышцы происходит нарушение строения митрального клапана, и во время сокращения левого желудочка часть крови может поступать обратно в предсердие. По величине обратного потока судят о выраженности данной патологии. Считается, что чаще всего это отклонение наблюдается у молодых людей, однако данные Фремингемского исследования показали, что нет достоверной разницы в распространённости этого заболевания в зависимости от пола и в различных возрастных группах. В случае небольшой регургитации клинически это никак не ощущается и не требует лечения. В редких случаях величина обратного потока крови велика и требуется коррекция порока, вплоть до хирургического вмешательства.

## Симптомы
- Боли в области сердца с вегетативными проявлениями[1];
- Нарушения ритма сердца [1];
- Обмороки и предобморочные состояния[источник не указан 986 дней]
- Незначительное «беспричинное» повышение температуры[источник не указан 986 дней]
- Вегетативные кризы[источник не указан 986 дней]
- Синдром гипервентиляции[источник не указан 986 дней]
- Головокружения[источник не указан 986 дней]
- Повышенная утомляемость[источник не указан 986 дней]
- Одышка, чувство неполного вдоха[1];

У 20—40 % пациентов с ПМК отсутствуют какие бы то ни было субъективные симптомы. Нарушения ритма проявляются учащённым сердцебиением, «перебоями», толчками, «замиранием». Тахикардия и экстрасистолия не постоянны, чаще возникают при волнении, физической нагрузке, употреблении чая, кофе. У 15—32 % пациентов с ПМК одышка появляется даже при незначительных физических нагрузках. Вегетативная дисфункция проявляется тошнотой, ощущением «кома в горле», повышенной утомляемостью, раздражительностью, повышенной потливостью, повышением температуры, вегетативными кризами.
Согласно Фремингемскому исследованию, для постановки диагноза ПМК необходимо наличие двух диагностических признаков: аускультативных (то есть выявляемых при прослушивании сердца) и эхокардиографических (выявляемых при эхокардиографии).
К аускультативным признакам относятся:
- изолированные щелчки (клики);
- сочетание щелчков и позднесистолического шума;
- изолированный позднесистолический шум.

Признаки, выявляемые при эхокардиографии:
- Прогибание одной или обеих створок митрального клапана более чем на 2 миллиметра за линию фиброзного кольца в парастернальной проекции длинной оси левого желудочка (изолированное прогибание створок только в проекции 4 камер с верхушки не относится к эхокардиографическим критериям ПМК, так как оно представляет собой вариант нормального движения клапана).
- Толщина створок, превышающая 3 миллиметра, что является признаком миксоматозных изменений клапана.

При помощи эхокардиографии также определяется объём обратного тока крови (степень регургитации).
ПМК может сопровождаться внешними признаками — астеническим типом конституции, деформацией грудной клетки (воронкообразная, килевидная), арахнодактилией (длинные пальцы рук), миопией, плоскостопием.
Выделяют также "аритмогенный" ПМК.

## Лечение
Для многих пациентов никакого лечения вообще не требуется. Активное вмешательство врача необходимо лишь в том случае, когда пролапс сопровождается нарушениями ритма сердца и болями в сердце. В этом случае могут потребоваться специальные лекарственные препараты, которые назначит врач-кардиолог. Ребёнку с такими нарушениями необходимы регулярные посещения кардиолога. Боли в сердце часто прекращаются самостоятельно, либо при приеме «успокоительных» препаратов. Врач-кардиолог обычно совмещает фармакотерапию с разъяснительной и рациональной психотерапией, направленной на выработку адекватного отношения к состоянию и лечению. Хорошие результаты самого обследования часто успокаивают пациента и его родителей (например, если на УЗИ сердца не выявлено значительных изменений), что обычно приводит к уменьшению симптомов. При выраженных тревожных и невротических расстройствах может потребоваться курс специальных противотревожных препаратов. Пациента следует обучить методам аутотренинга и миорелаксации. Пациенту следует изменить образ жизни, режим труда и отдыха; исключить переутомления, чрезмерные психоэмоциональные и физические нагрузки, интоксикации в быту и на производстве. Рекомендованы умеренные систематические физические нагрузки, полноценный отдых (ежедневный, еженедельный, ежемесячный, ежегодный); посещение климатических и бальнеологических курортов с мягким климатом; водные процедуры. При синдроме гипервентиляции используется специальная дыхательная гимнастика (волевая регуляция дыхания, формирование правильных стереотипов дыхания).
Поскольку не исключена возможность прогрессирования изменений со стороны митрального клапана с возрастом, а также существует крайне низкая вероятность возникновения тяжелых осложнений, то пациентам с пролапсом митрального клапана требуется динамическое (повторное) наблюдение у врача-кардиолога. Такие пациенты должны повторно осматриваться врачом-кардиологом и проходить контрольные исследования не реже 1 раза в 1-2 года. В случае нарастания изменений и сильного прогибания створок клапана (при регургитации III—IV степени) может потребоваться хирургическая операция, до проведения которой будут противопоказаны любые физические нагрузки.

## Варианты течения ПМК и его осложнения
В абсолютном большинстве случаев ПМК не проявляется никакими субъективными синонимами и обнаруживается случайно во время УЗИ сердца, которое делается или в порядке профилактического осмотра, или в связи с каким-то другим заболеванием. Чаще всего обнаруживаются малозначительные изменения — пролабирование 1—2-й степени, с отсутствием регургитации или лишь небольшой её степенью. При таком течении ПМК — у пациентов с отсутствием явных морфологических изменений клапана, хотя и со створками, прогибающимися в левое предсердие, — прогноз не отличается от прогноза для остального населения в популяции. По сути, небольшое прогибание створок митрального клапана и даже некоторая степень регургитации являются анатомической нормой, если они не сопровождаются другими симптомами, такими как боли в сердце, одышка, слабость, приступы сердцебиения, перебои в работе сердца.
Известно, что нормальные тонкие створки митрального клапана в сомкнутом состоянии обычно имеют нерезко выраженную выпуклость, похожую по форме на купол парашюта. Верхняя точка створки при этом может находиться ниже плоскости фиброзного кольца, на уровне этой плоскости либо выше её уровня. Поэтому термин «пролапс митрального клапана» фактически подразумевает не наличие заболевания, а лишь сам факт нахождения створок митрального клапана в левом предсердии за плоскостью фиброзного кольца.
С другой стороны, у пациентов с миксоматозно измененным клапаном (для которого характерны утолщение и удлинение створок, приобретающих при этом капюшоноподобную форму, дилатация фиброзного кольца, удлинение и/или разрыв хорд) возможно быстрое прогрессирование ПМК, возникновение дисфункции левого желудочка, фибрилляции предсердий, есть значительный риск бактериального эндокардита, тромбоэмболий и нарушений ритма сердца. Фибриновые эмболы приводят к развитию неврологической симптоматики (транзиторных ишемических атак и инсультов) у пациентов с ПМК. К редким осложнениям ПМК относится внезапная смерть (у менее 2% пациентов при длительном наблюдении), основной её причиной могут являться желудочковые тахиаритмии. Чаще всего внезапная смерть отмечается при семейных формах ПМК.
При таком варианте течения ПМК больным необходимо тщательное наблюдение. В некоторых случаях им может потребоваться хирургическое лечение.
По причине наличия у пролапса митрального клапана различных вариантов течения мировое сообщество врачей всё больше отходит от представления о ПМК как о частом «эхокардиографическом» заболевании, которому присущи внезапные и тяжёлые осложнения — нарушения ритма, эмболии, острая сердечная недостаточность, внезапная смерть. На смену представлений о ПМК повлияло Фремингемское исследование, давшее основания рассматривать пролапс митрального клапана как доброкачественную патологию с низкой вероятностью тяжёлых осложнений. Стало очевидным, что риск этих осложнений характерен только для пациентов с дегенеративными изменениями клапана и серьёзной регургитацией. Митральная регургитация — один из основных факторов риска тяжёлых сердечно-сосудистых осложнений при ПМК, однако пациенты в возрасте до 50 лет с нормальной функцией левого желудочка и бессимптомным течением ПМК имеют благоприятный прогноз даже в случаях тяжёлой митральной регургитации.
У детей и подростков часто встречается пролапс митрального клапана как вариант нормального развития сердца — так называемый физиологический пролапс митрального клапана. Тот факт, что в постнатальном онтогенезе продолжается развитие митрального клапана, направленное на улучшение его запирательной функции, что соединительнотканные образования митрального клапана у детей обладают гораздо большей, чем у взрослых, эластичностью и растяжимостью, и ряд других особенностей митрального аппарата и его соединительнотканных структур приводит к очень благоприятному протеканию ПМК у многих детей и подростков. Физиологический ПМК у детей не сопровождается специфической звуковой симптоматикой, протекает, как правило, бессимптомно, иногда высказываются жалобы неспецифического характера.
ПМК у детей и подростков нередко является вариантом астенической конституции. Частота такого ПМК достигает более 26% среди всех с верифицированным ПМК. При астеническом типе телосложения продольные размеры у детей преобладают над поперечными, конечности длинные, шея длинная и тонкая, слабо развиты мышцы; рёберный угол острый. Жалоб у таких детей обычно нет, они активно занимаются спортом. С возрастом у таких детей пролапс митрального клапана исчезает вследствие биохимических изменений коллагена створок.

## Распространённость
До середины 1980-х годов в мире имела место гипердиагностика ПМК. Первоначально её причиной была доступность при проведении эхокардиографии только М-режима (одномерного режима) — в таком режиме даже изменение угла наклона датчика могло сопровождаться изменением изображения створок и искусственным «формированием» пролапса. После внедрения в клиническую практику двухмерной эхокардиографии (В-режима) причиной постановки ошибочных диагнозов оказалось применение для диагностики проекции четырёх камер — впоследствии обнаружилось, что при этом неточно отражается пространственное положение митрального клапана. Ошибочные диагнозы при двухмерной эхокардиографии были также во многом связаны с неверным представлением о плоской конфигурации митрального клапана. Серия ультразвуковых исследований позволила прийти к выводу, что митральное клапанное кольцо имеет седловидную форму, в результате обязательной стала оценка состояния клапана из парастернальной продольной позиции. По современным данным, ПМК представляет собой систолическое выбухание одной или обеих створок митрального клапана не менее чем на 2 миллиметра над плоскостью митрального кольца при обязательной его регистрации по длинной оси сердца.
Ныне считается, что пролапс митрального клапана встречается у 2—3% населения. Однако в РФ, как и в Белоруссии, по-прежнему сохраняется гипердиагностика ПМК. Предполагается, что гипердиагностика связана с невысоким образовательным уровнем специалистов ультразвуковой диагностики, которые нередко пользуются устаревшими или неправильными критериями пролапса, нередко проводят исследования в ненадлежащих проекциях и имеют слабое представление об анатомии митрального клапана.
До обнародования результатов Фремингемского исследования и перехода на единые критерии ультразвуковой диагностики сведения о распространённости ПМК были противоречивыми. Во Фремингемском исследовании у 47 (1,3%) из 3491 участника был выявлен согласно результатам двухмерной эхокардиографии, выполненной по стандартным диагностическим критериям, классический пролапс митрального клапана (с утолщением митральных створок), а у 37 (1,1%) — неклассический; таким образом, общая частота ПМК составила 2,4%. Y. Turker с соавторами приводили ещё более низкие показатели распространённости ПМК и отмечали равномерность его распределения в каждом десятилетии жизни в возрасте от 30 до 80 лет и одинаковую частоту встречаемости у мужчин и женщин. Однако в более ранних исследованиях заявлялось по результатам эхокардиографии в M-режиме и/или наблюдения родословных, что пролапс митрального клапана встречается чаще у лиц женского пола и пожилых людей. По данным популяционного исследования в округе Олмстед (США), ПМК чаще всего наблюдается у женщин, и у них ПМК развивается в более молодом возрасте, чем у мужчин; при этом осложнения у женщин выявлялись реже. Исследование клиники Мейо показало, что у женщин чаще развивается пролабирование передней или обеих митральных створок, наблюдается бо́льшая толщина створок, реже выявляется молотящая створка. Женщины составляют значительную долю пациентов с умеренной и тяжёлой митральной регургитацией.
Хотя ПМК является патологией с генетической предрасположенностью, он тем не менее не встречается у новорождённых и редко наблюдается у детей (0,3%) и у людей молодого возраста (0,6%).
Этническая принадлежность не влияет на распространённость ПМК: он с одинаковой частотой встречался как в популяционной выборке американских индейцев (the Strong Heart Study) и канадцев южноазиатского, европейского и китайского происхождения (the SHARE study), так и среди участников Фремингемского исследования, в которое были включены преимущественно белые американцы. Сходные результаты отмечались и в российских исследованиях.